# Gerd Kimmerle

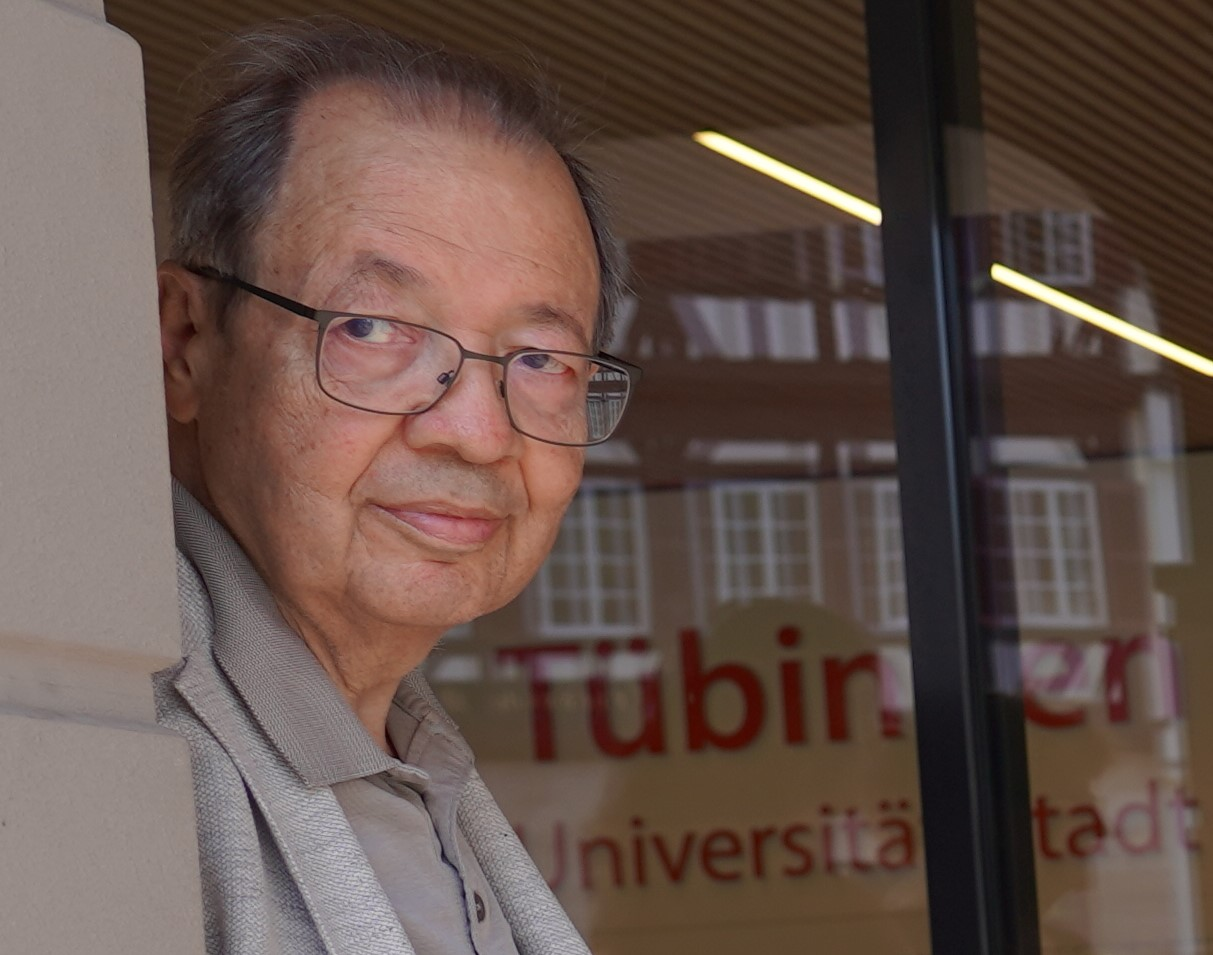
Gerd Kimmerle (2022)

Gerd Kimmerle (* 30. Juli 1947 in Pliezhausen) ist ein deutscher Philosoph, Verleger und Publizist.

## Leben
Gerd Kimmerle studierte Philosophie, Linguistik, Germanistik und Mathematik an der Eberhard Karls Universität in Tübingen. Promotion bei Walter Schulz mit einer Arbeit über Hegel "Sein und Selbst".
Er gründete den Verlag edition diskord (1985–2016) und war dort als selbstständiger Verleger tätig. Verlagsschwerpunkte: Psychoanalyse, Philosophie, Geschichte und Feminismus.
Dazu kamen eigene Publikationen.

## Werk
Gründung (1988) und Mitherausgabe der einzigen deutschsprachigen Zeitschrift zur Geschichte der Psychoanalyse ( Luzifer-Amor).
Initiator zahlreicher Buchreihen und Zeitschriften, u. a.:
- Historische Einführungen
- Psychoanalyse in Selbstdarstellungen
- Forum Psychohistorie
- Perspektiven Kleinianischer Psychoanalyse
- Anschlüsse
- Studien zum Nationalsozialismus
- Ansätze feministischer Vernunftkritik
- Die Philosophin . Forum für feministische Theorie und Philosophie (1990–2005)

Dazu viele Einzelpublikationen.

## Schriften

### Monographien
- Begriffene Unwahrheit. Kopernikus, Kant und der methodische Atheismus der Naturwissenschaften. Metzler,  Stuttgart 2017
- Unendliche Deutungen. Goethes "Wahlverwandtschaften" - eine philosophische Lektüre. Metzler, Stuttgart 2017
- Der Fall des Bewußtseins. Zur Dekonstruktion des Unbewußten in der Logik der Wahrheit bei Freud. Ed. diskord, Tübingen 1997
- Verneinung und Wiederkehr. Eine methodologische Lektüre von Freuds "Jenseits des Lustprinzips". Ed. diskord, Tübingen 1988 (Philosophisch-psychoanalytische Essays ; Band 2), übersetzt ins Portugiesische von Osmyr Faria Gabbi Jr. : Denegação e retorno: uma leitura metodológica de "Para além do princípio de prazer", de Freud. Editora Unimep, Piracicaba 2000
- Anatomie des Schicksals. Zur Kritik des intentional Unbewußten in Freuds psychoanalytischer Aufklärung des Körpers. Ed. diskord, Tübingen 1986 (Philosophisch-psychoanalytische Essays; Band 1)
- Krieg der Vernunft. Abschreckung als Überlebensform und Todesprinzip. Konkursbuchverlag, Tübingen 1984
- Die Aporie der Wahrheit. Anmerkungen zu Nietzsches "Genealogie der Moral". Konkursbuchverlag, Tübingen 1983
- Kritik der identitätslogischen Vernunft. Untersuchungen zur Dialektik der Wahrheit bei René Descartes und Immanuel Kant. (Monographien zur philosophischen Forschung, Band 213), Hain Meisenheim, Königstein/Ts. 1982
- Hexendämmerung. Studie zur kopernikanischen Wende der Hexendeutung. Konkursbuchverlag, Tübingen 1980
- Entfremdete Objektivität. Zur Kritik szientistischer Rationalität und ihrer anarchistischen Erneuerer. Gemeinsam mit Gamm, Gerhard. Campus, Frankfurt/M. und New York 1980
- Sein und Selbst. Untersuchung zur kategorialen Einheit von Vernunft und Geist in Hegels 'Phänomenologie des Geistes' . Bouvier, Bonn 1978 (Abhandlungen zur Philosophie, Psychologie und Pädagogik;131)

### Als Herausgeber
- Zur Theorie der psychoanalytischen Fallgeschichte. Ed. diskord, Tübingen 1998 (Anschlüsse;1)
- Konstruktionen (in) der Psychoanalyse. Ed. diskord, Tübingen 1998 (Anschlüsse;2)
- Hysterisierungen. Ed. diskord, Tübingen 1998 (Anschlüsse;3)
- Zeichen des Todes in der psychoanalytischen Erfahrung. Ed. diskord, Tübingen 2000 (Anschlüsse;4)
- Vorschrift und Autonomie. Zur Zivilisationsgeschichte der Moral. Mit Gamm, Gerhard. Ed. diskord, Tübingen 1989 (Tübinger Beiträge zu Philosophie und Gesellschaftskritik;1)
- Ethik und Ästhetik. Nachmetaphysische Perspektiven. Mit Gamm, Gerhard. Ed. diskord, Tübingen 1990 (Tübinger Beiträge zu Philosophie und Gesellschaftskritik;2)
- Wissenschaft und Gesellschaft. Mit Gamm, Gerhard. Ed. diskord, Tübingen 1991 (Tübinger Beiträge zu Philosophie und Gesellschaftskritik;3)
- Luzifer-Amor. Zeitschrift zur Geschichte der Psychoanalyse. Mit Nitzschke, Bernd. Ed. diskord, Tübingen (Heft 1,1988, bis Heft 3, 1989)
- Luzifer-Amor. Zeitschrift zur Geschichte der Psychoanalyse. Mit Gekle, Hanna. Ed. diskord, Tübingen (Heft 4, 1989, bis Heft 16, 1995)
- Luzifer-Amor. Zeitschrift zur Geschichte der Psychoanalyse. Mit Hermanns, Ludger M. Ed. diskord, Tübingen (Heft 17, 1996, bis Heft 32, 2003)
- Von dem Vorzug und der Fürtrefflichkeit des weiblichen Geschlechts vor dem männlichen / Agrippa von Nettesheim, Heinrich Cornelius. Ed. diskord, Tübingen 1987 [Fotomechan. Nachdr. d. Ausg. Jena, 1736]
- Normen. Mit Konnertz, Ursula. Gehrke, Tübingen 1986 (Konkursbuch;19)
- Die Krisis des Darwinismus und die Teleologie: Vortrag, gehalten am 2. Mai 1902 von Breuer, Josef. - Ed. diskord, Tübingen 1986 [Unveränd. Nachdr. d. Ausg. 1902]
- Freuds Traumdeutung. Frühe Rezensionen 1899–1903. Ed. diskord, Tübingen 1986
- Die Destruktion als Ursache des Werdens  /von Sabina Spielrein. Ed. diskord, Tübingen 1986 [Unveränderter Nachdruck der Erstveröffentlichung aus dem "Jahrbuch für psychoanalytische und psychopathologische Forschungen"  Bd. 4/1, Leipzig u. Wien 1912]

### Aufsätze
- Himmelsbahn und Gedankenbewegung. Zur Nichteinheit naturalistischer Deutungen. In: Allgemeine Zeitschrift für Philosophie (AZP), 43 (1) (2018), S. 49–64
- Am Beispiel Freud: Wahrheitsvoraussetzungen in der Wissenschaftsgeschichte.  In: Psyche (Zeitschrift für Psychoanalyse und ihre Anwendungen), 2012, Band 66, Heft 7
- Entstellung ins Bewußtsein. Zur Dekonstruktionslogik der Traumdeutung. In: Konstruktionen (in) der Psychoanalyse. Ed. diskord, Tübingen 1998 (Anschlüsse; 2)
- Hysterie und Hexerei. In: Hysterisierungen. Ed. diskord, Tübingen 1998 (Anschlüsse; 3)
- Freuds ödipale Verzeichnung des Todes. In: Zeichen des Todes in der psychoanalytischen Erfahrung. Ed. diskord, Tübingen 2000 (Anschlüsse; 4)
- Vom kategorischen Imperativ des gebrochenen Begehrens. Zu Kant, Habermas und Hegel. In: Vorschrift und Autonomie. Ed. diskord, Tübingen 1989 (Tübinger Beiträge zu Philosophie und Gesellschaftskritik; Bd. 1)
- Entdeckte Wahrheit. Anmerkungen zu Galileis kopernikanischer Astronomie. In: Wissenschaft und Gesellschaft. Ed. diskord, Tübingen 1991 (Tübinger Beiträge zu Philosophie und Gesellschaftskritik, Bd. 3)
- Vernunft und Vernichtung. Überlegungen zum historischen Ort der Moderne. In: Postmoderne und Politik, hrsg. von Georg-Lauer, Jutta. Ed. diskord, Tübingen 1992 (Tübinger Beiträge zu Philosophie und Gesellschaftskritik, Bd. 4)
- Der Tod der Moderne. Eine Diskussion. Redner: Baudrillard, Jean, Bergfleth, Gerd, Folkers, Horst, Gerhard, Ute, Gerhardt, Marlies, Hesse, Heidrun, Kamper, Dietmar, Kimmerle, Gerd, Mattenklott, Gerd, Rutschky, Michael, Schröter, Hartmut, Sonnemann, Ulrich. Redaktion: Hesse, Heidrun. Konkursbuchverlag Claudia Gehrke, Tübingen 1983
- Die Zukunft der Vernunft. Eine Auseinandersetzung. Teilnehmer: Bonß, Wolfgang, Gamm, Gerhard, Hesse, Heidrun, Honneth, Axel, Karpenstein-Eßbach, Christa, Kimmerle, Gerd. Redaktion: Hesse, Heidrun. Edition diskord im Konkursbuchverlag, Tübingen 1985
- Freud oder Nietzsche. Zur Differenz-Geschichte der Autonomie. In: Der Sturz der Idole. Nietzsches Umwertung von Kultur und Subjekt / hrsg. von Philipp Rippel. Tübingen : Ed. diskord im Konkursbuchverlag 1985,  Seite 213-239
- sowie in Luzifer-Amor (Zeitschrift zur Geschichte der Psychoanalyse):
  - Epochale Konfigurationen. Plädoyer für eine Ausweitung des geschichtlichen Blicks. In: Heft 1, Figuren der Herkunft. Beiträge zur Wissenschaftsgeschichte der Psychoanalyse (1. Jg., 1988)
  - Familienpolitik und Staatsanthropologie. Anmerkungen zu Paul Federn. In: Heft 2, Ödipale Überschreitungen. Zur Psychologie der Revolution. Grundlagen psychoanalytischer Gesellschaftskritik (1. Jg., 1988)
  - Kausalität der Erinnerung. Vom Einschluß des Traumas in die Verdrängung. Eine rationale Rekonstruktion. In: Heft 4, Ursprungswendungen. Von der Verführung zum Vatermord (2. Jg., 1989)
  - Funktion, Symptom, Symbol. Über den Zusammenhang von Körperlehre, Krankheitsbegriff und Sprachauffassung in Freuds Aphasielehre. In: Heft 5, Sprache und Subjekt (3. Jg., 1990)
  - Die Verleugnung des Weiblichen in Freuds Mythologie des Begehrens. In: Heft 8, Körperwahrnehmung (4. Jg., 1991)
  - Freuds Leonardo-Studie. Eine methodologische Erörterung. In: Heft 10, Freuds Leonardo-Studie. Eine Auseinandersetzung (5. Jg., 1992)
  - Überschreitendes Verstehen. Zu Freuds psychoanalytischer Literaturdeutung. In: Heft 22, Philologie, Literatur, Psychoanalyse (11. Jg., 1998)